# サカキカズラ

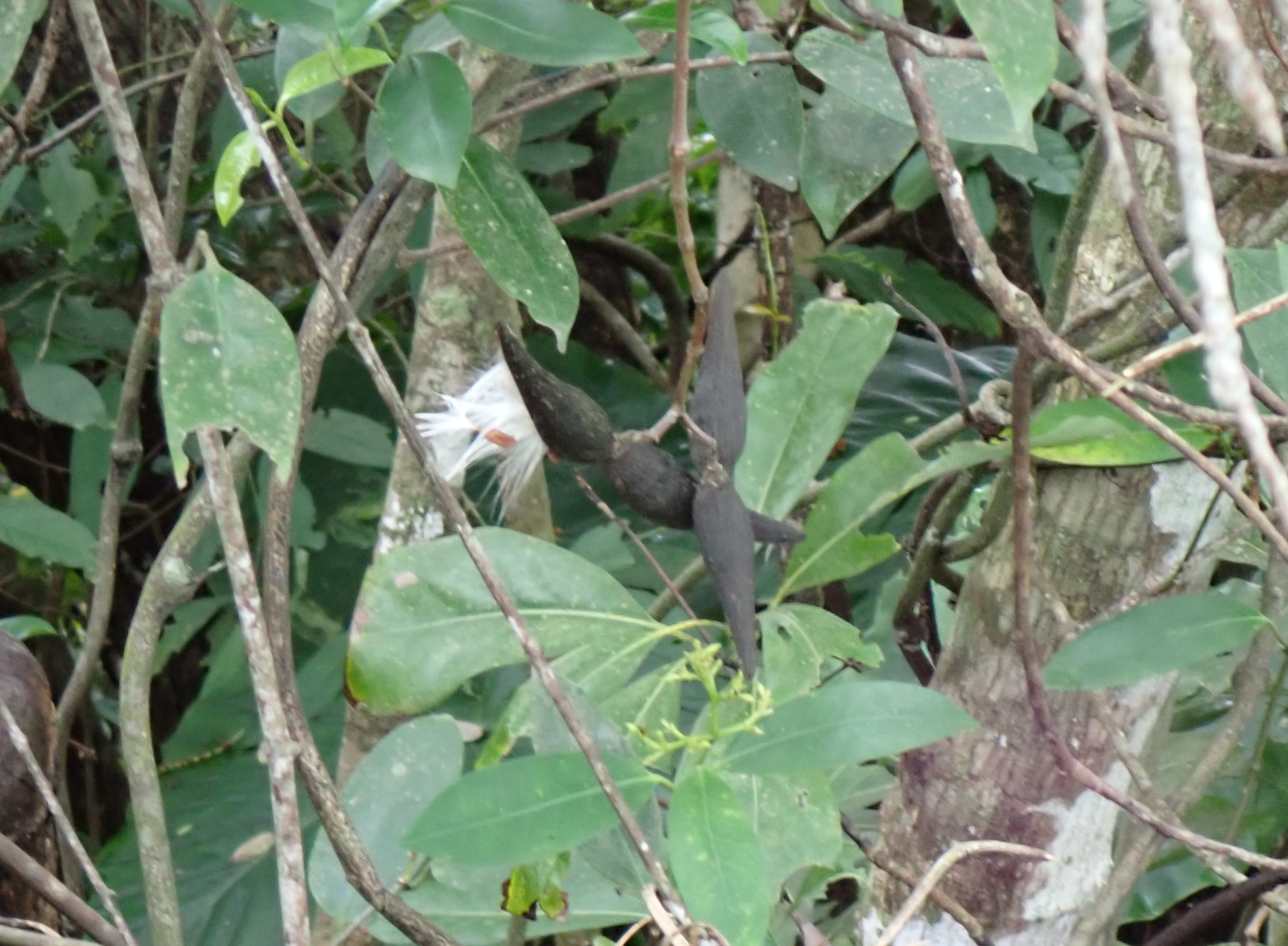
サカキカズラの裂開した黒い果実（2025年2月 沖縄県石垣市 バンナ公園）

サカキカズラ（榊葛、学名：Anodendron affine）はキョウチクトウ科サカキカズラ属の常緑つる性木本。和名はサカキに似た葉の形にちなむとされる。

## 特徴
つるはZ巻で高さ10 mに達する。葉は長さ6–14 cmの長楕円形で光沢があり全縁、対生する。枝葉とも無毛。春に咲く花は淡黄色で、枝先または上部の葉腋から出る集散花序につく。花冠は細長い筒部の先が5裂し、各裂片は片側へこより状にねじれて重なる。雄蕊は5個。実は長さ8–12 cm、基部が太く先が細い円柱状の袋果で硬く緑～褐色、冬に結実する。成熟すると実は180度に開き、中から長い綿毛をもつ種子が出てくる。

## 分布と生育環境
関東南部（千葉県以西）～沖縄県先島諸島、海外では台湾、中国、インドに分布。POWOではこれに加えて東南アジアが含まれる。海辺の低地～山地の林に生育する。
日本産のサカキカズラ属は本種1種のみだが、東南アジアには本種を含め約16種ないし17種が知られる。